# Arjan El Fassed
Arjan El Fassed (Vlaardingen, 5 augustus 1973) is een voormalig Tweede Kamerlid voor GroenLinks. Hij stond negende op de kandidatenlijst van GroenLinks voor de Tweede Kamerverkiezingen van 2010 en was daarmee verkozen. Op 17 juni 2010 werd hij geïnstalleerd. Hij was woordvoerder ontwikkelingssamenwerking, defensie, landbouw en digitale agenda.

## Biografie
Tussen 1991 en 1996 studeerde El Fassed politieke wetenschappen aan de Universiteit Leiden, waar hij zich specialiseerde in internationale en vergelijkende politicologie. Daarvoor bezocht hij het Groen van Prinsterer Lyceum en de Van der Schaar-school.
El Fassed werkte bij Oxfam International, waar hij interim-hoofd humanitaire campagnes was. Sinds 2002 werkte hij bij Oxfam Novib als lobbyist en beleidsadviseur op het gebied van humanitaire hulp en mensenrechten. Hij hield zich met name bezig met internationale conflicten en mensenrechten. Daarvoor werkte hij bij verschillende internationale ngo's: Tussen 1996 en 1998 werkte hij als onderzoeker bij CPRS, waar hij zich bezighield met democratische transitie. Daarna was hij onderzoeker bij de ombudsman PICCR, dat zich bezighoudt met corruptie en mensenrechten in de Palestijnse gebieden. Tussen 1998 en 1999 was hij projectmedewerker bij het Onderhouds-Behoeftebepaling en Verwervings Traject van de Nederlandse landmacht. Tussen 1999 en 2001 was hij beleidsadviseur bij ICCO waar hij zich bezighield met de Hoorn van Afrika en het Midden-Oosten. Tussen 2000 en 2002 werkte hij bij de Palestijnse mensenrechtenorganisatie LAW. Over die periode schreef hij het boek "Niet iedereen kan stenen gooien". Terug in Nederland werkte hij als senior lobbyist voor Oxfam Novib en was hij interim-hoofd humanitaire campagnes voor Oxfam International.
El Fassed ontplooide een aantal internetinitiatieven. Als een actie om aandacht te krijgen voor vluchtelingenkampen in de Palestijnse gebieden, kocht hij een straatnaam in een Palestijns vluchtelingenkamp die hij naar zijn eigen Twitteraccount noemde. Ook was hij voorzitter van Sendamessage.nl, een stichting die foto's van door Palestijnen op muren gespoten boodschappen verkoopt. Sendamessage.nl kreeg aandacht van CNN, Al Jazeera en Time Magazine.
El Fassed werd in november 2010 bekritiseerd omdat neonazi's samenwerkten met Al-Awda, een mede door hem opgerichte organisatie. Electronic Intifada, een andere mede door El Fassed opgerichte organisatie, kwam onder kritiek te staan doordat deze gefinancierd werd door de Nederlandse hulporganisatie ICCO terwijl op de website van de organisatie de Israëlische overheid nazipraktijken wordt verweten en het zionisme gelijk wordt gesteld met de Holocaust. Sinds 2009 is El Fassed niet meer betrokken bij Electronic Intifada.
Op 8 april 2013 is El Fassed in dienst getreden als directeur van de Open State Foundation en in juni 2018 is hij uit dienst getreden. Sinds juli 2018 is hij werkzaam bij Google als Head of Public Policy and Government Relations.

## Politiek
Bij de Tweede Kamerverkiezingen 2012 stond El Fassed op plaats nummer 7 van de kandidatenlijst. Als gevolg van de verkiezingsnederlaag van GroenLinks keerde hij niet terug in de Kamer. Bij de Tweede Kamerverkiezingen 2017 was hij, als 48e kandidaat op de lijst, een van de lijstduwers voor GroenLinks.

## Persoonlijk
El Fassed heeft een Palestijnse vader en een Nederlandse moeder. Hij is getrouwd en heeft drie kinderen. Zijn oom aan vaderskant, Bassam Shakaa, was burgemeester van Nablus. Deze raakte zwaargewond bij een aanslag. In 2008 verscheen zijn boek Niet iedereen kan stenen gooien: Een Nederlandse Palestijn op zoek naar zijn wortels en identiteit, over zijn eigen familiegeschiedenis en het conflict in het Midden-Oosten.